# Афанасьєв Дмитро Володимирович
Дмитро́ Володи́мирович Афана́сьєв (7 січня 1984, Краматорськ, Донецька область, Українська РСР — 4 травня 2015, Піски, Ясинуватський район, Донецька область, Україна) — боєць добровольчого батальйону «ОУН», позивний «Лимон». Учасник війни на сході України.

## Життєпис
Навчався на другому курсі заочного відділення юридичного факультету Національного університету «Острозька академія».
Брав участь у обороні Донецького аеропорту та боях за селище Піски у складі добровольчого батальйону ОУН. Після виведення батальйону з Пісків згідно з рішенням про відведення з зони бойових дій добровольчих підрозділів приєднався до волонтерської групи «Аеророзвідка», яка допомагала 93-й ОМБр у районі Донецького аеропорту.
Зазнав поранення, коли прокладав кабель під час мінометного обстрілу, вчиненого російськими збройними формуванням в районі селища Піски (Ясинуватський район). Наступного ранку помер у шпиталі.
Похований на кладовищі селища Красногірка в Краматорську.

## Нагороди
- Орден «За мужність» III ступеня (посмертно, 2021) — за особисту мужність, виявлену у захисті державного суверенітету та територіальної цілісності України, самовіддане служіння Українському народу[8]